# Gallacea subalpina
Gallacea subalpina är en svampart som beskrevs av Trappe & Claridge 2003. Gallacea subalpina ingår i släktet Gallacea och familjen Gallaceaceae.   Inga underarter finns listade i Catalogue of Life.